# 丹生神社 (多気町)
丹生神社（にうじんじゃ）は、埴山姫命を祭神とする三重県多気郡多気町丹生に鎮座する神社。延喜式神名帳、飯高郡九座に列せられた由緒ある神社である。

## 由来
聖武天皇が東大寺大仏殿の建立のさい、水銀の産出をこの地の神に祈ると忽ち水銀が湧出したので、丹生明神と名づけた。又、嵯峨天皇が降雨を祈ったら霧雨があり、晴れを祈ったら、晴れたという故事により、丹生大明神は祈雨、祈晴の神ともいう。
中世、伊勢の国司北畠氏が毎年参拝し、造営等の奉仕をした。その後、松坂城主・古田大膳より慶長16年（1611年）高30石を寄進するとの寄付状が交付された。同年、伊勢外宮権祢宜檜垣筑後が、当社神主をかね以後檜垣が神主となった（現在とは異なる。）　
元和5年（1619年）紀州藩・徳川頼宣から社領30石を認められた。以後の藩主は自ら参向して国家安穏・五穀豊穣を願い金銀等を寄進した。安永5年（1776年）紀州藩寺社奉行の直支配になり境内は御免許地となった。また延宝5年（1677年）より伊勢神宮の遷宮の翌年その古殿材を拝領して造営した時代もあった。
明治41年1月21日境内社十数社を合祀した。
なお近接する神宮寺とともに水銀に関する遺物が保存され、両者は水銀を通じて深い関係にあることが推察できる。

## 境内社・名所
- 丹生中神社（にゅうなかじんじゃ） - 祭神：金山彦命・金山比女命ほか17柱

延喜式神名帳、飯高郡九座の一つ。往古、この地の山々より多くの水銀を掘り出し、伊勢の両宮へ貢いだ事は外宮旧事記等にも記載されており、この神社には金山槌・金山樋等の神宝がある。
なお、明治41年2月18日から4月18日にかけて、村内の八幡神社・八柱神社・金比羅神社・塩垣神社等30余社を合祀し、現在に至っている。
- 伊勢椿（いせつばき）の原木 - 丹生神社の拝殿横に生育する椿は、伊勢椿の原木といい伝えられている(多気町指定天然記念物第一号)。

## 境内

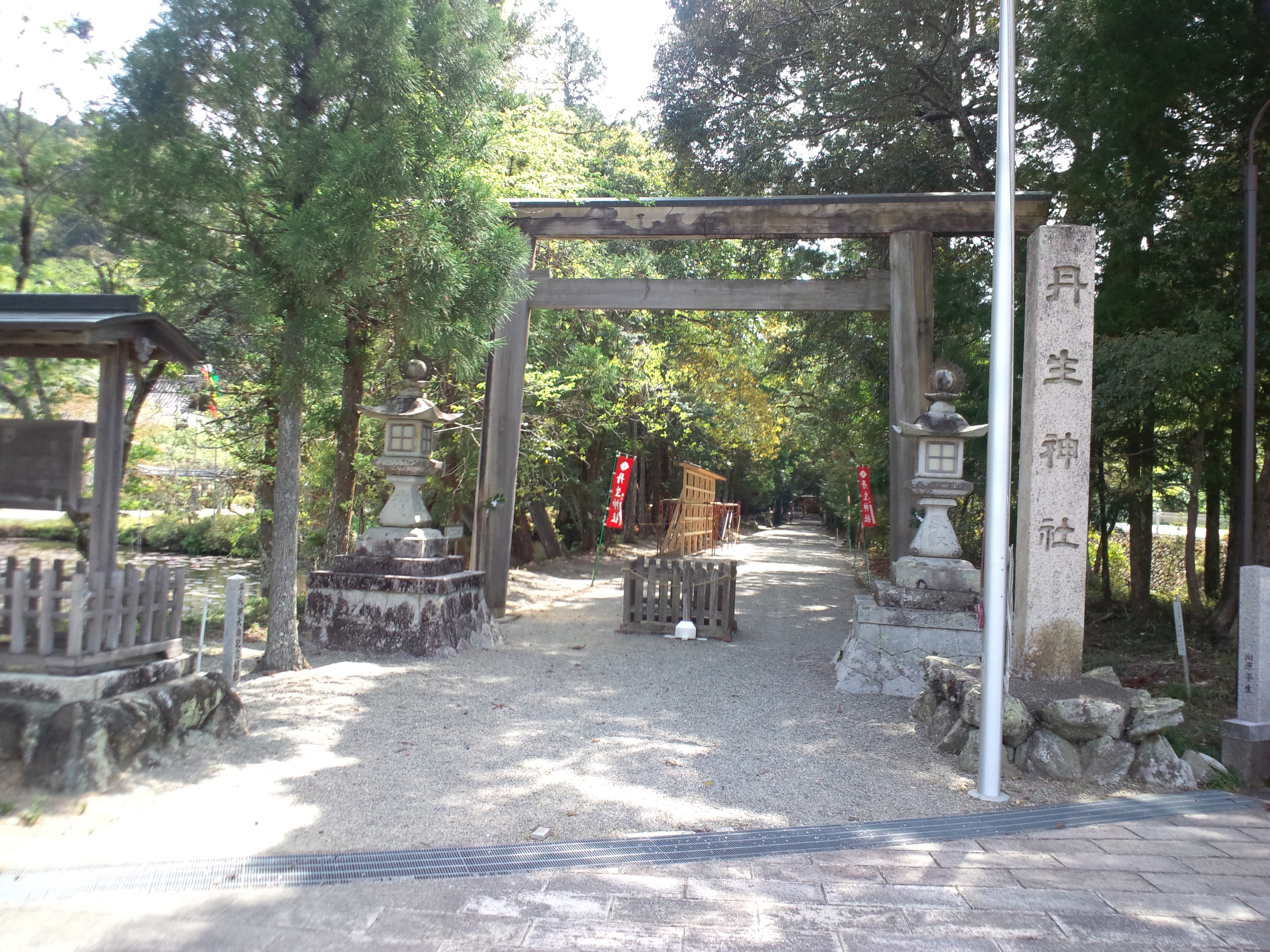
入口
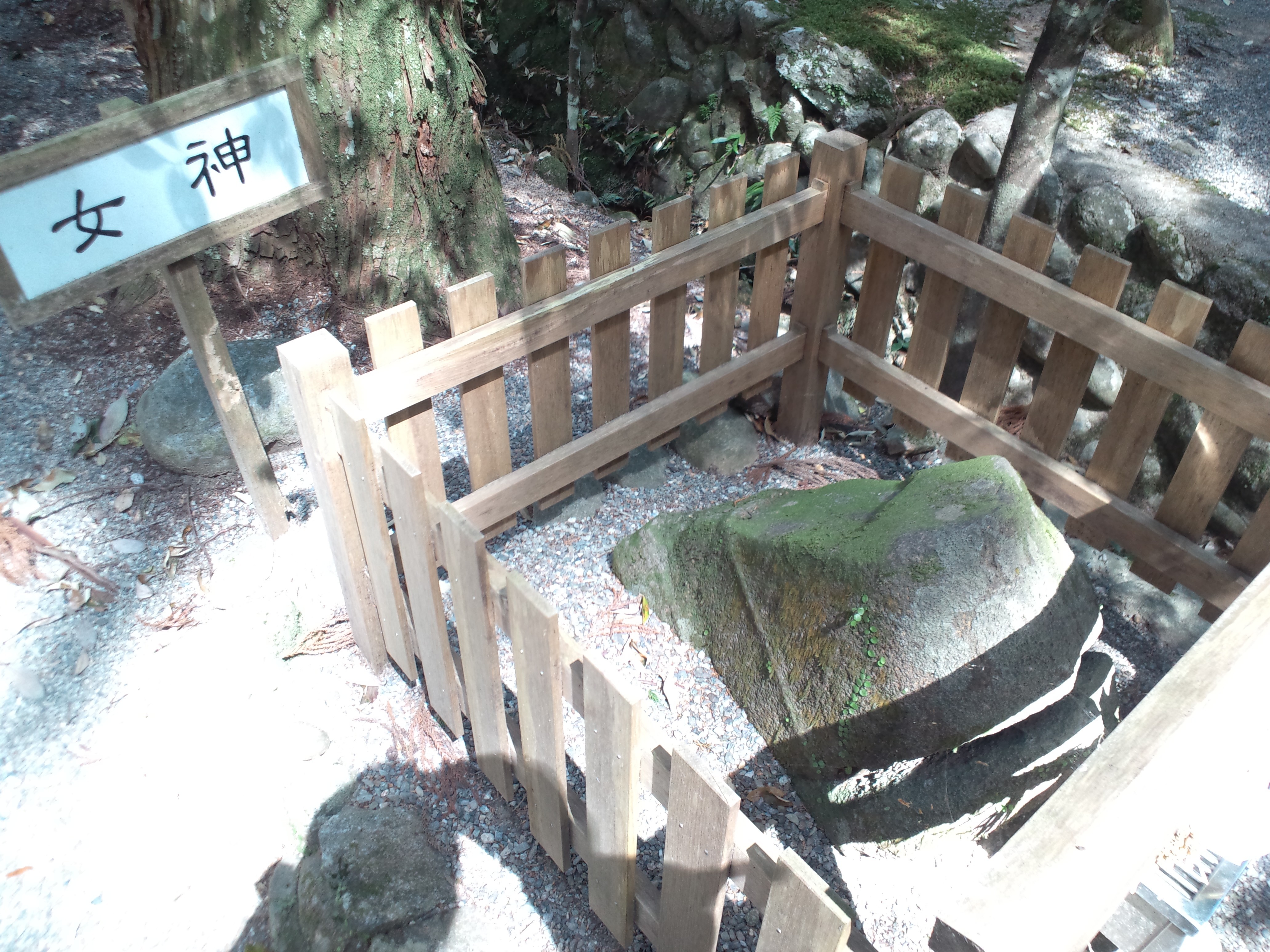
女神の石
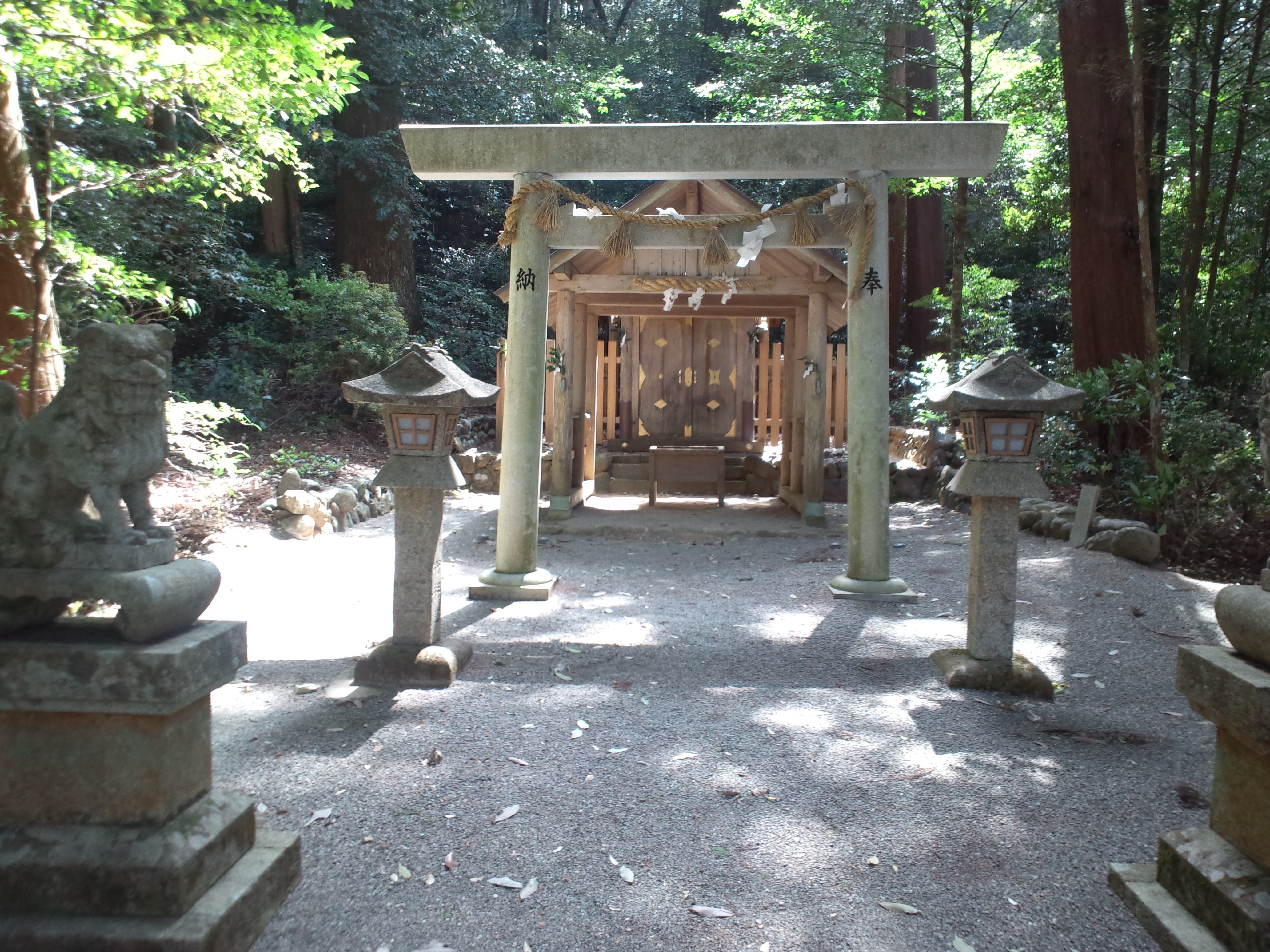
丹生中神社
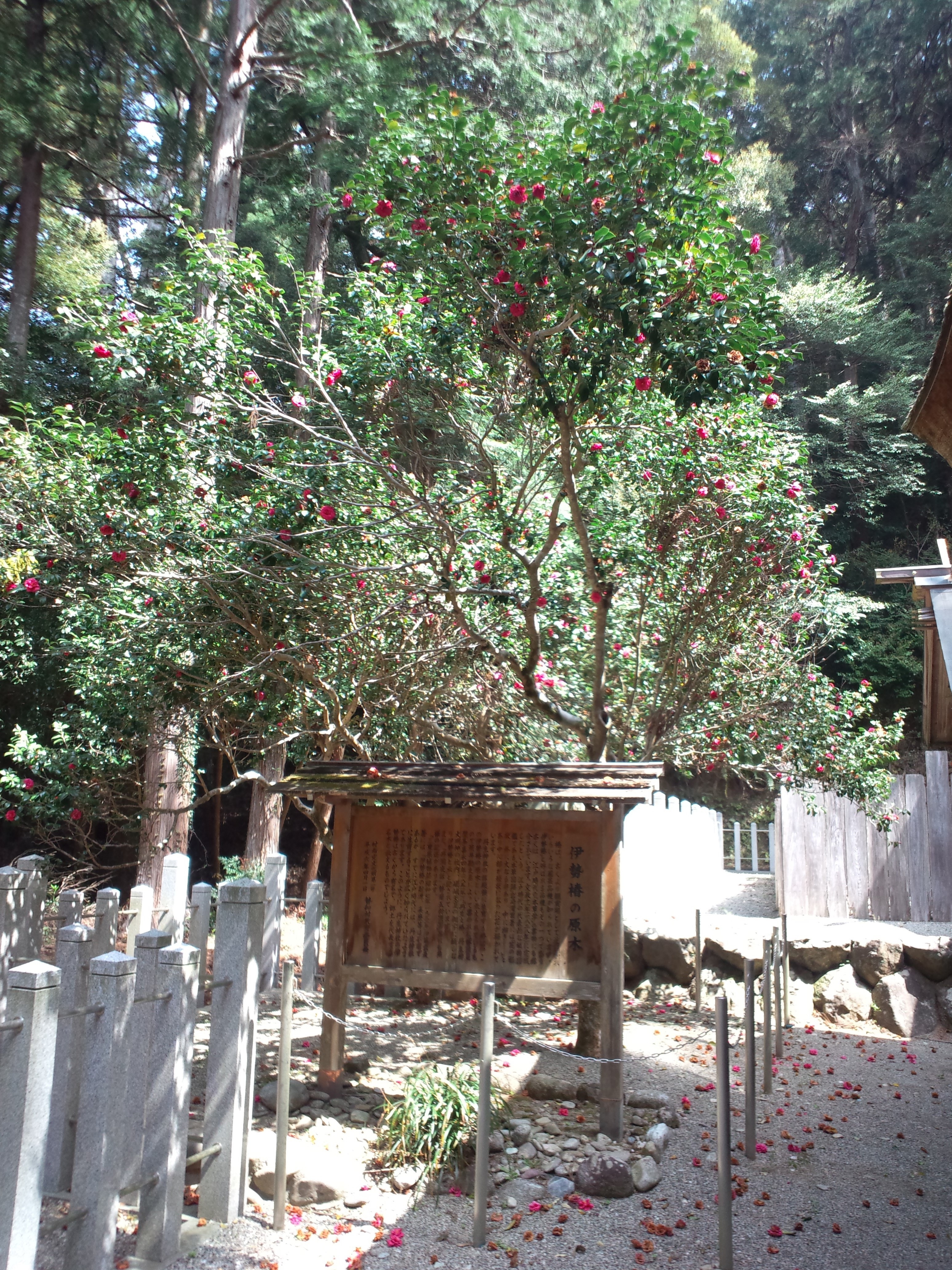
伊勢椿